# Tourcoing
Tourcoing là một xã trong vùng Hauts-de-France, thuộc tỉnh Nord, quận Lille. Tọa độ địa lý của xã là 50° 43' vĩ độ bắc, 03° 09' kinh độ đông. Tourcoing nằm trên độ cao trung bình là 42 mét trên mực nước biển, có điểm thấp nhất là 24 mét và điểm cao nhất là 49 mét. Xã có diện tích 15,19 km², dân số vào thời điểm 1999 là 93.540 người; mật độ dân số là 6158 người/km².

## Thông tin nhân khẩu
| 1936   | 1946   | 1954   | 1962   | 1968   | 1975    | 1982   | 1990   | 1999   | 2004   |
| ------ | ------ | ------ | ------ | ------ | ------- | ------ | ------ | ------ | ------ |
| 78 393 | 76 080 | 83 416 | 89 258 | 98 755 | 102 239 | 96 908 | 93 765 | 93 540 | 91 600 |

## Các thành phố kết nghĩa
- Berlin-Wedding, Đức
- Biella, Ý
- Bottrop, Đức
- Guimarães, Bồ Đào Nha
- Jastrzębie Zdrój, Ba Lan
- Mouscron, Bỉ
- Mühlhausen (Thüringen), Đức
- Rochdale, Anh,

## Nhân vật nổi tiếng
- Brigitte Fossey, nữ diễn viên
- Brigitte Lahaie, nữ diễn viên và nhà văn nữ
- Joseph-Charles Lefèbvre, tổng Giám mục của Bourges
- Marcel Lefebvre, tổng Giám mục
- Albert Roussel, nhà soạn nhạc
- Marcel Frère, họa sĩ